# Casa de Los Alberti
La casa de Los Alberti, también conocida como Casa de los García Bernardo o Casa de en medio, es la más antigua casa solariega de las existentes en el distrito de Ciaño, en la ciudad asturiana de Langreo (España). Actualmente alberga el Centro de Referencia de la Llingua asturiana, una exposición permanente de la Fundación Nuberu, sala de exposiciones, sala de conferencias, sala de prensa y biblioteca.

## La casa

### Historia
La casona pertenecía a la familia de Los Buelga, que poseían en las inmediaciones una casa aún mayor conocida por el apellido de la familia. El nombre actual proviene de Jaime Alberti, un maestro fundidor italiano que llegó para trabajar en La Felguera a finales del siglo XIX y que se casó con la propietaria de la casa, Eladia García Bernardo. Con la Guerra Civil, la familia Alberti se traslada a Gijón y alquila la casona como vivienda y comercios. En el año 2000 sus propietarios ceden la casa al Ayuntamiento de Langreo, destinada hoy a espacio cultural.

### Arquitectura
El edificio data probablemente del siglo XVI, es de planta rectangular dividido en dos alturas originarias a la que se le añadió un ático en su restauración del año 2000, con fachada a dos calles y un al lateral al actual parque de Ciaño, propiedad de la casa antes de ser cedida. 
La fachada principal, orientada al Norte, conserva en el centro un escudo con las armas de Los Buelgas, y los Sanfrechoso. En la planta baja tiene tres puertas; la central, de mayor tamaño que las laterales y en línea con el escudo que sirve de eje, en la planta alta, a los cuatro balcones adintelados enmarcados por sillares.
En la fachada Este, los vanos están dispuestos de forma aleatoria y los balcones han sido tapiados y reducidos a pequeñas ventanas.
La fachada Oeste sigue un esquema similar, y la fachada Sur da paso a un patio cerrado con muro y puerta monumental. 
La cubierta actual es a cuatro aguas.

### Centro cultural
La casa de los Alberti alberga la oficina de la Fundación Nuberu. Cuenta además con una sala de prensa y una sala de exposiciones itinerantes. Cuenta también con dos exposiciones permanentes, una sobre Nuberu y otra sobre indumentaria asturiana, realizada por la Agrupación de Folklore Reija. Los Alberti también hospeda una biblioteca especializada en lengua asturiana y salón de actos para charlas, conferencias, presentaciones, etc.